# Île Keragan
L'île Keragan est une île du Morbihan, dépendant administrativement de la commune de Ploemeur.

## Histoire
Un fort de style Vauban, dit Fort-Bloqué y est construit en 1748. Après une longue carrière militaire, il est racheté en 1965 par un industriel breton, puis est remis en vente en 1968. Plusieurs propriétaires vont ensuite se succéder. Il est en vente depuis 2014. 